# 共和历79年
法國共和七十九年（法文：An LXXIX）是法國共和曆的第79年，由公元1870年9月23日到1871年9月22日，该年的某些法语报纸使用了共和历而非格里历，巴黎公社的某些机构，例如公共安全委员会和官方公报也重新使用共和历。

## 事件
- 日本永久废除封建制度，设立行政区划。藩地贵族得到养老补偿。
- 日本政府支持出国留学，并使用欧洲的教师和技术人员。
- 英国承认工会合法存在的法律（工会法）。
- 英国成立英犹协会(AJA)，是普世以色列协会的重要成员组织。
- 德国神学家约翰·伊格纳兹·冯·多林格因质疑教皇的一贯正确性而被逐出教会。
- 风月20日: 在文化斗争后，普鲁士王国首相卑斯麦颁布学校法。
- 风月27日：法国政府军夺取蒙马特大炮的企图失败。
- 花月20日: 根据法兰克福条约，德国开始管辖阿尔萨斯-洛林。
- 花月23日：教皇的人身不可侵犯及其对梵蒂冈的权威得到意大利法律的正式承认。
- 芽月5日：巴黎公社进行选举。
- 芽月7日: 巴黎公社成员在巴黎市政厅宣布公社成立。
- 牧月1日-8日：凡尔赛军血腥镇压巴黎公社，公社覆灭